# 漢密爾頓縣 (俄亥俄州)
漢密爾頓縣（英語：Hamilton County）是位於美国俄亥俄州西南部的一個縣，西鄰印第安纳州，南隔俄亥俄河與肯塔基州相望，面積1,069平方公里。根據2020年美國人口普查，共有人口83萬639人。縣治辛辛那堤。該郡成立於1790年，縣名紀念首任美国财政部长亚历山大·汉密尔顿。